# Абрагамович, Захарий Йицхак
Заха́рий Исаа́к Абрагамо́вич (пол. Zachariasz Izak Abrahamowicz; караимск. Zecharja Jicchak Abrahamowicz; 9 марта 1878, Ланы — 5 мая 1903, Залуква) — караимский поэт, живший на западе современной Украины.

## Биография
Родился 9 марта 1878 года в селе Ланы близ Галича в бедной многодетной семье Самуила Абрагамовича и Рухамы Ицкович. Первый учитель, рабби Симха Леонович, обучал Захария древнееврейскому языку в караимской религиозной школе в Галиче. После переезда в село Залуква и окончания четырёх классов начальной школы, мальчик продолжил образование в гимназии в Станиславове (ныне Ивано-Франковск). Однако его исключили из гимназии через несколько лет; по некоторым сведениям, за участие в работе нелегального кружка. После этого в Станиславов приехал отец и отдал его в услужение сапожнику в село Княгинин (ныне — часть Ивано-Франковска). До нас дошло четверостишие, написанное пятнадцатилетним юношей в те дни: 

Науки, Господи! Наука нужна мне как дождь в засуху, как голодному хлеб, как свет во тьме, только о ней прошу тебя, Господь миров!

В это время Захарий начал писать первые стихи на польском языке, но через несколько лет, возобновив учёбу в Станиславове, он активно участвовал во встречах караимской молодёжи, и именно это время стало наиболее плодотворным для молодого поэта. Как раз к этому периоду принадлежит большинство из его стихотворений на родном караимском языке.
На него обратил внимание переехавший в Галич польский тюрколог Ян Гжегожевский, который опубликовал стихи Абрагамовича, одно на польском — «Do braci». Вскоре поэта призвали в австрийскую армию, где он не оставил творчества. В Чехии, которая тогда входила в состав Австро-Венгрии, поэт написал последнее дошедшее до наших дней стихотворение на украинском языке. Из армии поэт вернулся больным туберкулёзом. 5 мая 1903 года он умер и похоронен у села Залуква на р. Лимница, не оставив потомков.

## Творческое наследие
Караимом я был, я есмь караим

И караимом умереть хочу,

Караимства не стыжусь,

Свою религию не покину.

Кто веру покинул,

Язык забыл,

Тот не человек,

Он скоту подобен.
Писал стихи на караимском, украинском и польском языках. Значимое место в тематике его произведений занимают патриотические мотивы. Например, во время службы в армии он писал стихи на украинском языке:
Не замінить Лаба
Дністра дорогого —
Могучого батька
Галичанських рік.
Украинский литературовед Степан Пушик перевёл некоторые произведения караимского поэта на украинский язык (впервые опубликованы в 1972 году в журнале «Жовтень»):
Людина мусить рідну ниву жати,
Та завше пам’ятати, в кожну мить:
Якщо чуже ми будем зневажати,
То і свого не зможемо любить.
- На караимском языке:
  - «Tuwhan ana» («Мама, родная»)
  - «Ałhemi Tenrinin…» («Вдохновение Божье»)
  - «Hanuz Karajłar eksiłmed'» («Ещё не исчезли караимы»)
  - «Ułłu titinbe» («С дымом пожарищ»)
  - «Ej neszer, neszer» («Гей, орёл» — это стихотворение стало песней)
  - «Tenrim, senin ułanłaryn…» («Боже, твои дети»)
  - «Ciwre, ciwre» («Вокруг, вокруг»)
  - «Tenrim, ki biźnin atałarymyzny» («Боже, что наших отцов…»)
  - «Ułusum Jisraeł» («Народ мой, Израиль»)
  - «Tachanun ułłu king’e» («Гимн великому дню»)
  - «Ne fajda» («Какая польза»)
  - «Tigendi jaz» («Кончилось лето»)
  - «Karaj edim, Karaj barmen» («Караимом был, караимом остаюсь»)
- На украинском языке:
  - «До України» (1900)
  - «І нам весна всміхнеться» (1900)
  - «На чужині» (1901)

Эти произведения через 30 лет после создания были опубликованы на страницах журнала «Карай авазы» Александра Мардковича.
В 2018 году в Галиче вышел сборник поэзии Захария Абрагамовича «І нам весна всміхнеться», в который вошли ранее не опубликованные стихотворения поэта.

### Критика
Юрий Кочубей писал: 

Исполненные гордости и достоинства строки одного из его стихов «Карай эдим, карай бармен» («Я — караим и караимом останусь») перекликаются со словами из стихотворения «будителя» А. Духновича (1803—1865) «Вручание»: «Я русин был, есмь и буду…» Те строки Абрагамовича стали своеобразным национальным гимном караимов.Оригинальный текст (укр.)Сповнені гордості й гідності рядки одного з його віршів «Карай едім, карай бармен» («Я — караїм і караїмом залишуся») перегукуються зі словами з вірша «будителя» О. Духновича (1803—1865) «Вручаніє»: «Я русин бил, єсьм і буду...» Ті рядки Абрагамовича стали своєрідним національним гімном караїмів.